# 억센테 버네셔
억센테 버네셔(Vanessa Axente, 1995년 11월 19일 ~ )는 헝가리의 모델이다.